# Fixpont
A matematikában egy leképezés fixpontjának nevezünk egy olyan pontot, amelyet a leképezés helyben hagy. Egy leképezésnek lehet nulla, egy, véges sok, vagy végtelen sok fixpontja. Ha egy leképezés értelmezési tartományának minden pontja fixpont, akkor a leképezést identikus leképezésnek, vagy identitásnak hívjuk.

## Definíció
Legyen {\displaystyle \phi :X\rightarrow Y} egy leképezés, és legyen {\displaystyle x\in X}. Azt mondjuk, hogy {\displaystyle x} fixpontja {\displaystyle \phi } -nek, ha {\displaystyle \phi (x)=x}.

## Példák
- A sík egy e egyenesre való tükrözésének fixpontja e valamennyi pontja.

- A sík egy nullától különböző v vektorral való eltolásának nincs fixpontja.

- A valós számokon értelmezett {\displaystyle y=x^{2}} függvénynek fixpontja a 0 és az 1, hiszen {\displaystyle 0^{2}=0} és {\displaystyle 1^{2}=1}.

- Jelölje D a végtelenszer differenciálható valós-valós függvények halmazán értelmezett differenciáloperátort, amely minden függvényt a deriváltjára képez le. Akkor D-nek fixpontja az {\displaystyle e^{x}} függvény.

## Fixpontokkal kapcsolatos nevezetes tételek
- Brouwer fixponttétele azt mondja ki, hogy {\displaystyle \mathbb {R} ^{n}}-ben a zárt egységgömb minden önmagára vett folytonos leképezésének van fixpontja.
- Schauder fixponttétele szerint minden olyan leképezésnek van fixpontja, ami egy véges dimenziós Banach-tér kompakt, konvex részhalmazát önmagába képezi.
- Banach fixponttétele azt állítja, hogy egy teljes metrikus tér kontrakciójának, távolságot nem növelő leképezésének van fixpontja.

A fixpontiteráció:
{\displaystyle x_{n+1}=f(x_{n})}
a Banach-fixponttételen alapul.
- Minden olyan hasonlóságnak, ami nem egybevágóság, van fixpontja.